# Список языков Индии
Всего в Индии, согласно Ethnologue, разговаривают на 424 различных языках, делящихся на множество диалектов. Они относятся главным образом к четырём семьям — индоевропейской (индоарийская ветвь), дравидийской, сино-тибетской и австроазиатской; язык нихали считается изолированным. 
В Конституции Индии оговорено, что хинди и английский являются двумя языками работы национального правительства, то есть государственными языками. Кроме того, представлен официальный список из 22 языков (scheduled languages), которые могут использоваться правительствами индийских штатов для различных административных целей.
К 1965 году английский язык должен был лишиться статуса государственного, став «дополнительным государственным языком» до тех пор, пока не завершится повсеместный переход на хинди. Тем не менее — в связи с протестами некоторых штатов, в которых хинди не является широко используемым языком — в стране сохранилось положение, когда два языка являются государственными. Из-за быстрой индустриализации и многонационального влияния в экономике английский язык в Индии продолжает оставаться широко используемым и влиятельным средством связи в государственном управлении и бизнесе.

## Государственные языки
1. хинди
2. английский

## Официально признанные языки

### Национальные языки (scheduled languages)
Относятся к четырём языковым семьям:
- Индоевропейские языки
  - Индоарийские языки
    1. ассамский (Ассам)
    2. бенгальский (Западная Бенгалия, Трипура)
    3. гуджарати (Гуджарат, Даман и Диу, Дадра и Нагархавели)
    4. догри (Джамму и Кашмир)
    5. конкани (Гоа)
    6. маратхи (Махараштра, Гоа, Даман и Диу)
    7. майтхили (Бихар)
    8. непальский (Сикким)
    9. ория (Одиша)
    10. панджаби (Пенджаб, Харьяна, Химачал-Прадеш, Чандигарх)
    11. санскрит (мёртвый язык, сохранившийся как язык культа)
    12. синдхи
    13. урду (Джамму и Кашмир)
    14. хинди (Уттар-Прадеш, Мадхья-Прадеш, Чхаттисгарх, Дели, Уттаракханд, Харьяна, Химачал-Прадеш, Чандигарх, Бихар, Джаркханд, Раджастхан, Андаманские и Никобарские острова)

  - Дардские языки
    1. кашмири (Джамму и Кашмир)
- Дравидийские языки
  1. тамильский (Тамилнад, Пудучерри)
  2. каннада (Карнатака)
  3. телугу (Андхра-Прадеш, Пудучерри)
  4. малаялам (Керала, Лакшадвип, Пудучерри)
- Тибето-бирманские языки
  1. манипури (Манипур)
  2. бодо (Ассам)
- Австроазиатские языки
  - Языки мунда
    1. сантали (Бихар, Джаркханд, Одиша, Западная Бенгалия)

### Штаты и союзные территории

#### Штаты
| No. | Штат              | Официальный язык                  | Другие официально признанные языки |
| --- | ----------------- | --------------------------------- | ---------------------------------- |
| 1.  | Андхра-Прадеш     | Телугу                            | Урду                               |
| 2.  | Аруначал-Прадеш   | Английский                        | Нет                                |
| 3.  | Ассам             | Ассамский                         | Бенгальский, Бодо                  |
| 4.  | Бихар             | Майтхили, Хинди                   | Урду                               |
| 5.  | Чхаттисгарх       | Чхаттисгархи, хинди               | Нет                                |
| 6.  | Гоа               | Конкани                           |                                    |
| 7.  | Гуджарат          | Гуджарати, хинди                  |                                    |
| 8.  | Харьяна           | Хинди                             | Панджаби                           |
| 9.  | Химачал-Прадеш    | Хинди                             | Нет                                |
| 10. | Джамму и Кашмир   | Урду                              | Нет                                |
| 11. | Джаркханд         | Хинди, сантали                    | Нет                                |
| 12. | Карнатака         | Каннада                           | Нет                                |
| 13. | Керала            | Малаялам, английский              |                                    |
| 14. | Мадхья-Прадеш     | Хинди                             |                                    |
| 15. | Махараштра        | Маратхи                           |                                    |
| 16. | Манипур           | Мейтей (Манипури)                 | Нет                                |
| 17. | Мегхалая          | Английский                        | Кхаси, Гаро,                       |
| 18. | Мизорам           | Мизо                              | Нет                                |
| 19. | Нагаленд          | Английский                        | Нет                                |
| 20. | Одиша             | Ория,                             | Нет                                |
| 21. | Пенджаб           | Панджаби                          | Нет                                |
| 22. | Раджастхан        | Хинди                             | Раджастхани                        |
| 23. | Сикким            | Непали                            | Нет                                |
| 24. | Тамилнад          | Тамильский                        | Нет                                |
| 25. | Трипура           | Бенгальский, Кокборок, английский | Нет                                |
| 26  | Уттаракханд       | Английский, хинди                 | Урду, Санскрит                     |
| 27. | Уттар-Прадеш      | Хинди                             | Урду                               |
| 28. | Западная Бенгалия | Бенгальский, английский           | Непальский                         |

#### Союзные территории
| No. | Союзная территория                | Официальный язык                     | Другие признанные официальные языки   |
| --- | --------------------------------- | ------------------------------------ | ------------------------------------- |
| 1.  | Андаманские и Никобарские острова | Хинди, Английский                    |                                       |
| 2.  | Чандигарх                         | Пенджабский, Хинди, Английский       |                                       |
| 3.  | Дадра и Нагархавели               | Маратхи, Гуджарати                   |                                       |
| 4.  | Даман и Диу                       | Гуджарати, Английский                | Маратхи                               |
| 5.  | Дели                              | Хинди, Английский                    | Урду, Панджаби                        |
| 6.  | Лакшадвип                         | Малаялам                             |                                       |
| 7.  | Пондишери                         | Французский, Тамильский и Английский | Малаялам (Маэ (Индия)), Телугу (Янам) |

## Другие широко используемые языки
Не имеют официального статуса национальных языков, но количество владеющих языком более 5 миллионов. Некоторые из них признаны штатами в качестве языка, но не признаны правительством Индии.

### ЯзыкиБихара(кромемайтхили)
1. бходжпури (Бихар, Уттар-Прадеш)
2. магахи (Бихар)
3. Ангика (Бихар, Джаркханд)

### ЯзыкиРаджастхана
1. марвари (часто считается диалектом хинди)
2. мевари (часто считается диалектом хинди)

### Языки пояса хинди
1. авадхи (часто считается диалектом хинди)
2. бундели (часто считается диалектом хинди)
3. багхели (часто считается диалектом хинди)
4. канауджи (часто считается диалектом хинди)
5. хариани (часто считается диалектом хинди)
6. хиндустани (смесь урду и хинди)
7. чхаттисгархи (часто считается диалектом хинди)
8. хинглиш (смесь английского и хинди)

### Другие языки
1. бхили
2. гонди
3. кодава
4. тулу
5. дивехи

## Малочисленные языки, не относящиеся к вышеприведённым группам
- Андаманские языки
- Нихали
- Кусунда
- Никобарские языки
- Шомпенские языки
- Тибетский язык, на котором говорят в основном тибетские монахи, бежавшие на территорию Индии после захвата Тибета Китаем и проживающие на территории штата Химачал-Прадеш.